# سعدي (اسم)
سعدي هو اسم علم مذكر من أصل عربي، ومعناه هو منسوب إلى السعد، وهوالحظ السعيد، والميمون المبارك.

## شخصيات تحمل الاسم
- سعدي الحديثي
- سعدي الحلي (1 يوليو 1922 – 2005)
- سعدي الشيرازي (شاعر ومتصوف فارسي، تميزت كتاباته بأسلوبها الجزل الواضح وقيم أخلاقية رفيعة، 1210 – 1291)
- سعدي المنلا (سياسي لبناني، 4 نوفمبر 1890 – 12 ديسمبر 1975)
- سعدي إيرماك (15 مايو 1904 – 11 نوفمبر 1990)
- سعدي توما (لاعب كرة قدم عراقي، 15 أبريل 1955 – )
- سعدي سلامة (1961 – )
- سعدي كارنو (فيزيائي فرنسي، 1 يونيو 1796[3][4] – 24 أغسطس 1832[3][4])
- سعدي كارنو (سياسي فرنسي والرئيس الرابع للجمهورية الفرنسية الثالثة، 11 أغسطس 1837[5][6][7] – 25 يونيو 1894[8][9][7])
- سعدي يوسف (1934[10][11] – )

## وصلات خارجية
- موسوعة السلطان قابوس لأسماء العرب نسخة محفوظة 5 أبريل 2019 على موقع واي باك مشين.